# Khu bảo tồn thiên nhiên Phu Canh
Khu bảo tồn thiên nhiên Phu Canh là khu vực thuộc địa giới của 4 xã Tân Pheo, Đồng Chum, Đồng Ruộng, Đoàn Kết (đều thuộc huyện Đà Bắc, tỉnh Hòa Bình) bên tả ngạn sông Đà, phía trên hồ thủy điện Hòa Bình.

## Đặc điểm
Khu rừng Phu Canh được đưa vào bảo tồn nhằm bảo vệ nguồn nước cho sông Đà và phòng lũ. Rừng Phu Canh là nơi sinh sống của rất nhiều loài động vật quý hiếm, như: sơn dương, hươu, nai, gấu, các loại khỉ, sóc bay, các loại chim v.v. cũng là nơi có nhiều loại gỗ quý hiếm như: trắc, gụ, nghiến, táu, dổi, chò chỉ, thông.
Trong các thôn bản có xóm Thùng Lùng (thuộc xã Tân Pheo), xóm Thằm Luông (thuộc xã Đoàn kết), xóm Nhạp (thuộc xã Đồng Chum) có địa bàn nằm trong khu vực bảo tồn Phu Canh. Phần lớn người dân ở đây sông chủ yếu phụ thuộc vào lâm sản và làm nông nghiệp, do đó không tránh khỏi việc khai thác, chặt phá rừng.

## Bảo tồn
Tuy nhiên, trong các năm gần đây tình trạng chặt phá rừng bừa bãi, nạn phá rừng của lâm tặc đã làm cho rừng ở đây bị tàn phá nặng nề, các loài thú quý hiếm cũng bị người dân tại cơ sở săn bắt bừa bãi, nhiều loại đã bị tuyệt chủng như hươu, nai, son dương. Chính quyền cơ sở của 4 xã trên đã có biện pháp để ngăn chặn như kiểm soát về súng săn, thu hồi hết các súng săn không có đăng ký, siết chặt sự kiểm soát đối với việc bảo về rừng bằng cách tăng cường tuần tra của kiểm lâm, vận động nhân dân của 4 xã tích cực bảo vệ rừng, chính quyền cơ sở đã có sự phân công, phân nhiệm cho một số hộ gia đình bảo về rừng phòng hộ, hằng năm có dự án trồng rừng đưa về các thôn bản.